# Hans Windrauch
Hans Windrauch, auch Hans Wyntrauch (geb. vor 1575; gest. nach 1589) war ein deutscher Stuckateur, der in der 2. Hälfte des 16. Jahrhunderts in Dänemark und Ostpreußen tätig war.

## Leben
Ab 1575 lebte er im Schloss Frederiksborg. Dort schuf er 1575 den Rosensaal, der stuckierte Hirsche mit echten Geweihen zeigte. Von 1582 bis 1585 lebte er im Schloss Kronborg, das er ausschmückte. In den Jahren 1586 bis 1589 ist er in Königsberg nachweisbar. Der „Meister von Kronborg“ schuf 1588 den Hirschsaal im Königsberger Unfriedtbau, der Hirsche als Halb- und Dreiviertelrelief zeigte. Vorbild für den Königsberger Hirschsaal war der Rosensaal im Schloss Frederiksborg. Windrauch schuf auch die Decken in den Räumen der Südwestecke des Königsberger Schlosses und im Südwestturm im Königsberger Schloss mit biblischen Szenen nach dem Vorbild von Theodor de Bry und Doetechum. Er schmückte auch den Konsistoriumsaal im Königsberger Schloss. Die Decke zeigte in vertieften Feldern verschiedene Ornamente und zwölf Einzelfiguren. An den Seiten des freiliegenden Querbalkens waren Kinderfigürchen und Teufelsfratzen zu sehen.
Windrauch gründete in Königsberg eine sog. „Kalkschneider-Schule“. Seine Schüler Gerhardt Schmidt aus Rotenburg/Hannover und Wilhelm Kuer wurden vom Grafen Georg Friedrich von Hohenlohe für sein Schloss Weikersheim engagiert, wo sie die Königsberger Stuckarbeiten nachahmten. Nach seinen Königsberger Arbeiten reiste Windrauch vermutlich nach Heilsberg. Im Paßbrief für Windrauch vom 21. Juni 1589 wurden seine Fähigkeiten bescheinigt:

„Wir bescheinigen, daß der treffliche und kunstgeschickte Johannes Windrah für den durchlauchtigsten Fürsten bei der Ausschmückung der Kirche und anderer Zimmer des Schlosses in Königsberg durch selten schöne und zierliche Stuckatur, indem er verschiedene Figuren in Stuck bildete und plastisch ausführte, dergestalt, daß vortreffliche Monumente seines Kunstfleißes vorhanden sind.“